# Тибилов, Георгий Омарович
Георгий Тибилов Омарович (осет. Тыбылты Георги) — российский-сербский борец греко-римского стиля, призёр чемпионатов Мира и Европы,Участник олимпийских игры 2024 Paris 
победитель первенств России и Европы, призёр Первенство мира по молодёжи, бронзовый призер чемпионата России (2022) бронзовый призёр спартакиады Сильнейших и Лиг Поддубного (2022), Чемпион Кубка России (2022). Мастер спорта России международного класса. Выступает в  категории (до 60 кг). .
В 2023 г. сменил спортивное гражданство и выступает за сборную Сербии.

## Спортивная карьера
В 2016 году, стал победителем первенство России и Европы.
в 2019 году в Таллине был Бронзовым призёрам. Первенство мира среди юниоров в 60 кг .
В 2020 году стал чемпионом гран-при Москва Кубок Алросы.
В феврале 2022 года на чемпионате России в Суздале на стадии 1/8 финала одержал победу над Альбертом Хаконовым из Москвы, в 1/4 финала одолел Артура Петросяна (Москва-Тверская область) со счётом 3:1, в полуфинале уступил Сергею Емелину из Мордовии, а в поединке за бронзовую награду провел четырёхбалльный бросок и положил на туше Андрея Иванова из Мордовии.
Бронзовый призёр Спартакиады Сильнейших 2022.
В октябре 2022 года стал чемпионом Кубка России.
В начале 2023 года сменил спортивное гражданство с российского на сербское.
В апреле 2023 года завоевал Бронзу на чемпионате Европы в олимпийской весовой категории 60 кг.
В апреле 2025 года на чемпионате Европы в Братиславе в весовой категории до 60 кг завоевал серебряную медаль. В финальной схватке уступил сопернику из Азербайджана Нихату Мамедли.

## Достижения
- Первенство России по борьбе среди кадетов 2016 —
- Первенство Европы по борьбе среди кадетов 2016 —
- Международный Турнир в памяти Бориса Гуревича 2016 —
- Международный Турнир в памяти Бориса Гуревича 2017 —
- КУБОК МИРА ЮНИОРЫ (командный зачет) 2017 —
- Международный турнир памяти Сураката Асиятилова 2018 —
- Чемпионат России по греко-римской борьбе юниоры 2018 —
- Чемпионат России по греко-римской борьбе юниоры 2019 —
- Чемпионат мира по борьбе юниоры U21 2019 —
- Чемпионат России по греко-римской борьбе Юниоры 2020 -
- Чемпионат России среди студентов 2020 —
- Гран-при Москва КУБОК АЛРОСА 2020 —
- Чемпионат России среди студентов 2021 —
- Международный турнир Ion Cornianu & Ladislau Simon(ROMANIA)2021 –
- Чемпионат России по греко-римской борьбе 2021 U23 -
- Международный турнир Città di Sassari di Lotta (ITALIA) 2021 –
- Чемпионат России по греко-римской борьбе 2022 —
- БОРЦОВСКАЯ ЛИГА ПОДДУБНОГО(PWL) 2022 —
- Спартакиада Сильнейших России 2022 —
- БОРЦОВСКАЯ ЛИГА ПОДДУБНОГО(PWL 2) 2022 —
- КУБОК РОССИИ по греко-римской борьбе (личный зачет) 2022 -
- Чемпионат Европы 2023 —  (CROATIA)
- Serbian Championship 2023 —  (NOVI-SAD)
- MEMORIAŁ WŁADYSŁAWA PYTLASIŃSKIEGO —  (POLAND)